# Mirimordella gracilicruralis
Mirimordella gracilicruralis là một loài bọ cánh cứng trong họ Mordellidae. Loài này được Liu, Lu & Ren miêu tả khoa học năm 2007.